# David Pritchard (fisico)
David E. Pritchard (New York, 15 ottobre 1941) è un fisico statunitense, professore di fisica al Massachusetts Institute of Technology (MIT).
I suoi esperimenti pionieristici sull'interazione degli atomi con la luce hanno portato alla nascita del campo dell'ottica atomica.

## Biografia
David Pritchard si laurea al California Institute of Technology nel 1962 e nel 1968 ottiene il PhD all'Università di Harvard con il professor Daniel Kleppner, che di lì a poco passa al MIT portando con sé Pritchard come assegnista di ricerca. Nel 1970 Pritchard entra a far parte del Dipartimento di Fisica del MIT.